# 酒井敏也
酒井 敏也（さかい としや、1959年〈昭和34年〉5月30日 - ）は、日本の俳優。岐阜県土岐市出身。身長165cm、体重56kg。俳号は酒井未踏。

## 経歴
実家は製陶業で、どんぶりを作っていた。中学の後輩に同じ駄知町出身の神奈月がいる。
岐阜県立多治見工業高校窯業科出身。卒業後、地元の自動車販売店に2年間就職するが、つかこうへいに心酔し、俳優を目指して脱サラした。つかこうへい事務所のオーディションに自己紹介のカセットテープを送ったところ、その独特の声がつか本人に気に入られる。数日後、つか本人から上京を命じられ、テレビドラマ『弟よ!』でデビューを果たす。
30歳の時に、一般の女性と結婚していたが、2004年に離婚、2021年に再婚。
若手時代は「つかこうへいの秘蔵っ子」と言われ、つか作品に多く出演。小柄な体躯・愛らしいベビーフェイス・甲高い声と、強い個性を持っており、根強いファン層を獲得していた。若手時代は、どちらかといえば、アングラ系の知る人ぞ知る存在だったが、中年期に達して以降、『踊る!さんま御殿!!』などのバラエティー番組で活躍が目立ち、独自のポジションを確立。
2001年にはかつてフジテレビ系のドラマ『成田離婚』、「できちゃった結婚」で共演した阿部寛、近藤芳正らと劇団「ダンダンブエノ」を結成。

## 人物
- 薄い髪の毛と、常に挙動不審に見えるほどオドオドした動きが特徴的。そのためか、「踊る!さんま御殿!!」に出演した時は、必ず明石家さんまから「下着盗んだやろ?」「何で盗んじゃったの?」と、下着泥棒として弄られることが多い。しかも、全く反論せずにオドオドした様子で、たまに照れながら、ニヤッとしているので完全に弄られる。
- 高校時代、卓球部に入部していたが、隣の部室で演劇部の同級生が女子部員とトランプに興じているのが羨ましくなり、演劇部に入部[3]。
- 上京後の3年間は、つかこうへいの運転手を勤める。
- つかからは「お前は声を張るな。セリフが嘘になるから」と言われた。
- 声を張り上げずに必要な声量を確保する必要があったため、つかこうへいに魚河岸、神宮球場の売り子などのバイトをさせられる。ただし、ホストクラブは不採用。「漁船に乗れ」という命令は酒井が拒否。
- 前頭部のみ頭髪を残している理由は、本人の言によると「天使のつかまるところだから」。
- 趣味は粘土細工。『ナニコレ珍百景』では、動物珍百景として紹介された動物の粘土細工を作製し、披露している。
- 声はくまのプーさんの吹き替え（八代駿）に似ている。
- 家で新聞を取っていないため、図書館に通って読んでいる。
- そばが好物で、食べ歩きをしている。
- 生卵が苦手。
- 山が好きで、よく登山をするが、登る山は高尾山のみ。
- 自作のブローチを付けて『踊る!さんま御殿!!』に出演したことがある。明石家さんまにも作ってプレゼントした。
- 動物は大好きだが、仕事が忙しくて飼えないので所属事務所に飼われている猫の「だいず」を非常にかわいがっていた[4]。
- 幼少から大のボクシングファンでおたくの域に達している（人と戦うのは嫌なので実際にボクシングはやらず、観戦のみ）[5]。
- ゲームセンターのクレーンゲームはかなりの腕前。獲った景品を女性にプレゼントし、喜ぶ姿を楽しみとしている。2008年2月28日の『笑っていいとも!』にてお友達として紹介した宇多田ヒカルは、酒井からクレーンゲームで取ったという「時計」をプレゼントされたと語った。また『さんまのSUPERからくりTV』で同じくクレーンゲームが得意な安田大サーカスの団長と対決をした際は真剣になり、ハイテンションで団長を応援するクロちゃんにイライラして「うるさい!」と普段のキャラからは想像出来ない怒号で一喝し、クロちゃんを唖然とさせたことがある。
- 女優の南野陽子とは恋愛話等をする程の親友。
- 『有吉AKB共和国』の企画での再現ドラマにおいて、高橋みなみ役を初めとした多くのメンバー役を演じた。その甲斐あってかTeam Ogi祭にも「高橋みなみ」役としてゲスト出演も果たした。
- 女性お笑いコンビ・オアシズの大久保佳代子好きを公言しており、フジテレビのめちゃイケで待望の共演を果たし、いい雰囲気まで行くものの、友達どまりに終わっている（電話番号等の交換はしているかは、不明）。

## 出演

### テレビドラマ
- つか版忠臣蔵（1982年） - 浅野内匠頭 役
- 銀河テレビ小説（NHK）
  - かけおち'83（1983年） - 板前 役
  - 青春前後不覚（1983年）
  - まんが道（1986年） - 日上 役
- 月曜ロードショー「エノケン－私が愛した喜劇王」（1983年）
- 月曜ドラマランド「あんみつ姫3 ワッ!城下町に大事件!ハラハラどきどき大捕物 キョンキョン姫は名探偵!」（1984年）
- 刑事物語'85　第15話「危険へのウェディングマーチ」（1985年）
- セゾンスペシャル「受胎の森」（1985年）
- ライスカレー 第1・8話（1986年）
- 花らんまん（1988年）
- NHK短編ドラマ「姉」[6]（1988年）
- 親の出る幕（1988年）
- ネットワークベイビー（1990年）
- すてきな片想い 第10話（1990年）- 村瀬真美の恋人 役
- 世にも奇妙な物語（フジテレビ）
  - 「蟹缶」（1992年）
  - 冬の特別編「ブルギさん」（1995年）
  - 春の特別編「そして、繰り返す」（1998年）
  - 15周年の特別編「イマキヨさん」（2006年） - イマキヨさん 役[7]
  - 25周年記念! 秋の2週連続SP 傑作復活編「イマキヨさん」（2015年11月21日） - イマキヨさん 役
- ウゴウゴルーガ「ももいろぞうさん」（1992年） - ナレーター
- 鍵師（1992年）
- La cuisine「FRIED DRAGON FISH」（1992年）
- if もしも「打ち上げ花火、下から見るか? 横から見るか?」（1993年8月26日） - 安さん 役
- 古畑任三郎
  - 警部補 古畑任三郎 第4話（1994年）
  - 古畑任三郎スペシャル「黒岩博士の恐怖」（1999年）
- この愛に生きて 第2話（1994年）
- お見合いの達人（1994年） - 矢島修一
- ドラマ「ギャートルズ〜旅立ち」（1994年）
- 家なき子（1994年5月14日） - ロリコン 役
- クリスマスキス〜イブに逢いましょう（1995年）
- 妊娠ですよ2（1995年）
- こんな美歩はいかが!?〜現代イメクラ学入門〜（1995年）
- 土曜ワイド劇場（テレビ朝日）
  - 「温泉若おかみの殺人推理5・北海道」（1996年7月27日）
  - 「検事・朝日奈耀子2」（2004年9月25日）
  - 「×イチ女刑事 ONNA-DEKA 白い恐怖!」（2005年）
  - 「救急救命士・牧田さおり9」（2013年2月23日） - 木下哲夫 役
- 火曜サスペンス劇場（日本テレビ）
  - 「刑事・鬼貫八郎6・十六年目の殺人」（1996年8月13日） - 鈴木 役
  - 「女検事・霞夕子12・捨てられた女」（1997年9月16日） - 斉藤匠 役
  - 「小京都ミステリー21」（1997年） - 福島刑事
  - 「松本清張スペシャル・鬼畜」（2002年） - 遊園地従業員 役
  - 「幻の女」（2003年） - 入江徳市 役
  - 「警部補 佃次郎17・妻の立場」（2003年7月15日） - 会田勉 役
  - 「弁護士・朝日岳之助20・堕ちた向日葵」（2003年9月9日）
  - 「事件記者・三上雄太3・犯人逃走援助懲戒免職」（2005年9月27日）
- こんな私に誰がした（1996年） - 森末博美 役
- 3番テーブルの客 第9回（1996年）
- みにくいアヒルの子（1996年） - 清の父 役
- しあわせ色写真館（1997年）
- 御家人斬九郎(3) 第6話（1997年） - 仙之助 役
- ギフト 第9話（1997年） - お巡りさん 役
- 新・半七捕物帳 第14話「絵馬」（1997年、NHK総合テレビ） - 市助 役
- Dの遺伝子 第15話（1997年）
- 成田離婚（1997年） - 村田大吾 役
- ダブロイド（1998年） - 角田大吾 役
- 殴る女 第1話（1998年）
- スウィートデビル（1998年）
- 世界で一番パパが好き 第3話（1998年）
- 恋はあせらず 第6話（1998年）
- サイバー美少女テロメア 第8話（1998年）
- WITH LOVE 第3話（1998年）
- ナニワ金融道4（1999年） - 本橋伸一 役
- ナショナル劇場「南町奉行事件帖 怒れ!求馬」第6回「生き返った幽霊」（1999年） - 文吉 役
- 天使のお仕事 第3話（1999年）
- OUT〜妻たちの犯罪〜 第4・6・8話（1999年）
- ピーチな関係 第1話（1999年）
- 氷の世界 第4話（1999年）
- プリズンホテル 第9話（1999年）
- センチメントの季節（オムニバス）「花見る人生」（1999年）
- 金曜エンタテイメント「安岡課長の殺人会議」（1999年）
- お見合い結婚（2000年） - 中谷正男 役
- ショカツ 第4話（2000年）
- 花村大介 第3話（2000年）
- おばあちゃま、壊れちゃったの?（2000年）
- 永遠の1/2（2000年）
- 涙をふいて（2000年）
- HERO 第1話（2001年）
- 別れさせ屋 第3話（2001年）
- マリア 第2話（2001年）
- カバチタレ! 第9話（2001年）
- レッツ・ゴー!永田町（2001年）
- 私を旅館に連れてって（2001年）
- できちゃった結婚（2001年）
- 光の帝国（2001年） - 大畠先生 役
- ギンザの恋 第2話（2002年）
- 天才柳沢教授の生活（2002年） - 郵便局員 役
- ウエディングプランナー SWEETデリバリー（2002年）
- ランチの女王（2002年）
- はみだし刑事情熱系第6シリーズ 第22話（2002年）
- ウルトラマンコスモス 第50話「怪獣密輸!?」（2002年） - 山井 役 ※未放送版
- 幸福の王子 第5話（2003年）
- Stand Up!!（2003年）
- ケータイ刑事 銭形舞（2003年）
- 笑顔セラピー（2003年） - 吉田幸平 役
- 爆竜戦隊アバレンジャー 第38・39話（2003年） - 今中輝彦 役
- ラーメン発見伝 （2004年） - 坂東 役
- 徳川綱吉 イヌと呼ばれた男 （2004年） - 町人 役
- ディビジョン1STAGE6 第2話「犯人デカ」（2004年）
- 駄目ナリ! 第6話（2004年、読売テレビ）
- 金曜時代劇「御宿かわせみ〜第2章〜」 第13話（2004年）
- 金曜エンタテイメント 「所轄刑事1」（2004年） - 田村肇
- ごくせん（2005年） - 犬塚太一 役
- 水曜プレミア「夜王」（2005年） - 秋山店長 役
- 相棒
  - season4 第8話（2005年） - 新田信彦 役
  - season20 第10話（2021年） - 真鍋弘明 役
- 西遊記 第7話（2006年）
- お台場湾岸テレビ（2006年）
- ケータイ刑事 銭形雷 1stシリーズ第16話（2006年）
- 月曜ミステリー劇場「湯の町コンサルタント4 恋しの湯伝説殺人事件」（2006年1月30日、TBSテレビ） - 伊藤繁 役
- 土曜プレミアム「奇跡の動物園〜旭山動物園物語〜」（2006年5月13日、フジテレビ）
- 火曜ドラマゴールド「潜入刑事 らんぼう2」（2007年） - トミー 役
- その男、副署長〜京都河原町署事件ファイル〜(1)（2007年） - 鈴木豊 役
- プロポーズ大作戦（2007年） - タクシー運転手 役
- スシ王子（2007年） - 気仙沼篇
- 24のひとみ（2007年） - 教頭先生 役
- 水曜ミステリー9 警察署長・たそがれ正治郎4「同窓会殺人事件」（2007年、テレビ東京） - 瀬古人事課長 役
- 鹿男あをによし（2008年）
- 佐々木夫妻の仁義なき戦い 第4話（2008年） - 刑事役
- プロポーズ大作戦SP（2008年）
- 裸の大将〜宮崎の鬼が笑うので〜（2008年）
- セレブと貧乏太郎（2008年） - 戸川誠一 役
- こちら葛飾区亀有公園前派出所（2009年） - 芹沢 役
- 新・警視庁捜査一課9係 第8話（2009年）
- 月曜ゴールデン（TBSテレビ）
  - 「浅見光彦シリーズ28高千穂伝説殺人事件」（2009年10月5日）
  - 「遺品整理人 谷崎藍子2」（2011年5月30日） - 上田昌也 役
  - 「警視庁南平班〜七人の刑事〜5」（2012年7月2日） - 青柳孝一 役
- アンタッチャブル（2009年、テレビ朝日） - 城之内仁 役
- ハンチョウ〜神南署安積班〜 第2シリーズ 第3話（2010年） - 日野 役
- トリック新作スペシャル2（2010年5月15日、テレビ朝日） - 坂上方庵 役
- 検事・鬼島平八郎（2010年、テレビ朝日） - 美術商 役
- 闇金ウシジマくん 第8・9話（2010年12月7日・14日、毎日放送） - 足立（タクシー運転手） 役
- 水戸黄門第42部 第20話（2011年） - 勘次 役
- 科捜研の女スペシャル（3月17日、テレビ朝日） - 岸田康弘 役
- 13歳のハローワーク 最終話（2012年3月9日、テレビ朝日） - 橘大作 役
- 松本清張没後20年特別企画・市長死す（2012年4月3日、フジテレビ） - 島津 役
- 市長はムコ殿（2012年5月7日 - 7月9日、BS朝日） - 半田正人 役
- VISION-殺しが見える女- 第2話（2012年7月12日、読売テレビ・日本テレビ） - 田口宗治郎 役
- PRICELESS〜あるわけねぇだろ、んなもん!〜（2012年10月 - 12月、フジテレビ） - 豪田武雄 役
- HTBスペシャルドラマ 幸せハッピー（2012年12月15日、北海道テレビ） - 千倉稔 役
- 信長のシェフ（2013年1月 - 3月、テレビ朝日） - 三原 役
- WONDA×AKB48 ショートストーリー「フォーチュンクッキー」（2013年7月7日、フジテレビ）
- 水木しげるのゲゲゲの怪談「妖怪枕返し」（2013年8月31日、フジテレビ）
- 49（2013年10月 - 12月、日本テレビ） - 高見春樹 役
- SPEC〜零〜（2013年）
- 土曜ドラマスペシャル「実験刑事トトリ2」（2013年11月9日、NHK総合テレビ） - バーの店長 役
- 弱くても勝てます〜青志先生とへっぽこ高校球児の野望〜（2014年4月 - 6月、日本テレビ） - 浦瀬 役
- 極悪がんぼ 第4話（2014年5月5日、フジテレビ） - 藤原鎌一 役
- 牙狼-GARO- -魔戒ノ花- 第20話（2014年8月22日、テレビ東京） - ミズノ 役
- 金曜プレステージ「女請負人〜仕掛けられた女の罠〜」（2014年9月12日、フジテレビ） - 内藤恭二郎 役
- 学校のカイダン 第8話（2015年2月28日、日本テレビ）
- マジすか学園5（2015年8月 - 10月、日本テレビ *3話以降Hulu） - 毛利学 役
- 藤沢周平 新ドラマシリーズ 遅いしあわせ（2015年11月23日、時代劇専門チャンネル） - 辰蔵 役
- 大岡越前3 第7話（2016年2月26日、NHK BSプレミアム） - 久助 役
- マネーの天使〜あなたのお金、取り戻します!〜 最終話（2016年3月24日、読売テレビ） - 国島和幸 役
- キャバすか学園（2016年） - 毛利校長 役
- 貴族探偵シリーズ（2017年） - 番場周治 役
- 宮本から君へ（2018年、テレビ東京） - 島貫康治 役
- チャンネルはそのまま!（2019年） - 江古田隆
- わたし、定時で帰ります。（2019年4月16日 - 6月25日、TBSテレビ） - 篠原友之 役
- 大全力失踪（2019年4月、NHK BSプレミアム） - 住職 役
- あした天気になあれ（日本テレビ）
- 今野敏サスペンス 警視庁強行犯係 樋口顕 第3話（2021年1月29日、テレビ東京） - 飯田 役
- おいしい給食 Season2（2021年）- 箕輪光蔵 役
- おいハンサム!! 第7話・最終話（2022年2月19日・26日、東海テレビ・フジテレビ） - 古本屋店主 役
- 警視庁・捜査一課長 season6 第7話（2022年5月26日、テレビ朝日）
- 絶メシロード season2 第4話（2022年9月17日、テレビ東京） - 水石高義 役
- ぴーすおぶけーき（2022年10月26日 - 12月14日、日本テレビ） - 衛藤六郎 役[8]
- 合理的にあり得ない 〜探偵・上水流涼子の解明〜 第6話（2023年5月22日、関西テレビ・フジテレビ） - 田辺 役
- さすらいのグルメハンター 函館編 第2話（2023年7月30日、BS日テレ） - 赤川照彦 役[9]
- 藤子・F・不二雄 SF短編ドラマ シーズン2「3万3千平米」（2024年4月28日、NHK BS）[10]
- 降り積もれ孤独な死よ 第3話・第8話（2024年7月21日・8月25日、読売テレビ・日本テレビ系） - タクシー運転手 役[11]
- クジャクのダンス、誰が見た?（2025年1月24日 - 、TBS） - 染田進 役[12]

### 映画
- セーラー服と機関銃（1981年） - 目高組組員・明 役
- 蒲田行進曲（1982年） - マコト 役
- 雪の断章 -情熱-（1985年） - 近井 役
- 熱海殺人事件（1986年）
- 青春かけおち篇（1987年） - 板前 役
- 恋はいつもアマンドピンク（1988年）
- 天河伝説殺人事件（1991年） - 石渡五郎 役
- ザ・中学教師（1992年） - 与田 役
- undo（1994年）
- Love Letter（1995年）
- 打ち上げ花火、下から見るか? 横から見るか?（1995年） - 安さん 役
- スワロウテイル（1996年）
- 守ってあげたい!（1999年） - 安西忠雄 役
- ケイゾク/映画 Beautiful Dreamer（2000年） - 喜多一尋 役
- 風花（2001年）
- NIN×NIN 忍者ハットリくん THE MOVIE（2004年）
- ワースト☆コンタクト（2005年）
- ピューと吹く!ジャガー THE MOVIE（2008年） - 薩摩もこみち 役
- ぼくたちと駐在さんの700日戦争（2008年）
- かずら（2010年）
- 太平洋の奇跡 -フォックスと呼ばれた男-（2011年） - 馬場明夫役
- 市民ポリス69（2011年） - 主演・芳一彦治郎 役
- それでも花は咲いていく「パンジー」（2011年） - 渡辺 役
- JAZZ爺MEN（2011年） - 川本 役
- 女の穴（2014年） - 村田克己 役
- 騒音（2015年5月23日） - 河村州剛 役
- 植物図鑑 運命の恋、ひろいました（2016年） - 来店客 役
- アヤメくんののんびり肉食日誌（2017年） - 斉藤教授 役
- 湯道（2023年） - 眼鏡の男 役[13]
- 陽が落ちる（2025年）[14]

### 舞台
- 寝取られ宗介（つかこうへい事務所）
- 持ち上げる人（劇団ダンダンブエノ）
- いなくていい人（劇団ダンダンブエノ）
- バナナがすきな人（劇団ダンダンブエノ）
- 礎（劇団ダンダンブエノ）
- エドモンド
- トリデ〜砦〜（劇団ダンダンブエノ）
- 砂利（劇団ダンダンブエノ）
- 空中ブランコ
- オアシスと砂漠〜Love on the planet〜
- マリア・マグダレーナ来日公演『マグダラなマリア』〜マリアさんの夢は夜とかに開く！魔愚堕裸屋、ついに開店〜（2010年）[15]
- マリア・マグダレーナ来日公演『マグダラなマリア』～魔愚堕裸屋・恋のカラ騒ぎ～（2011年）[16]
- マリア・マグダレーナ来日特別公演 『マグダライブ！！』（2012年）[17]
- 神州天馬侠（2013年） - 穴山梅雪 役[18]
- THE ALUCARD SHOW（2013年）[19]
- 極上文學『ドグラ・マグラ』（2014年） - 正木博士 役[20]
- HKT48指原莉乃座長公演（2015年4月8日 - 23日、明治座 / 8月15日 - 31日、博多座） - 用心棒・ぽん太 役[21]
- 舞台「カサネ」（2016年） - 灰蟹宗助 役[22]
- 寝盗られ宗介（2016年4月 - 5月、シアター1010・大阪松竹座・ももちパレス・刈谷市総合文化センター・新橋演舞場） - 留造 役[23]
- 歓喜の歌（2016年）[24][25]
- エン*ゲキ#02『スター☆ピープルズ!!』（2017年1月、紀伊國屋ホール）[26]
- 泥の子と狭い家の物語（2017年）[27]
- 向日葵のかっちゃん（2017年）[28]
- ペコロスの母に会いに行く（2017年） - マスター 役[29][30]
- 八王子ゾンビーズ（2018年8月5日 - 19日、TBS赤坂ACTシアター）[31]
- ザンビ（2018年11月16日 - 25日、TOKYO DOME CITY HALL）[32]
- サザエさん（2019年9月 - 10月、明治座・博多座） - タマ 役[33]
  - サザエさん 再演（2025年6月 - 7月、明治座・大阪新歌舞伎座）[34]
- ぼくらの七日間戦争（2020年9月11日 - 20日、かめありリリオホール） - 丹羽満 役[35]
- 舞台「錦田警部はどろぼうがお好き」（2021年3月11日 - 21日、品川プリンスホテル クラブeX） - 宝ノ持クサレ 役[36]
- 朗読劇「青空」（2021年6月19日）[37]
- コムサdeマンボ！（2021年） - 高田雄三 役[38][39]
- 舞台『ROOKIES』（2021年11月18日 - 23日、東京シアター1010 / 2021年11月26日 - 28日、大阪サンケイホールブリーゼ/ 2021年11月30日、滋賀 栗東芸術文化会館さきら） - 池辺駿作 役[40]
- 舞台「サザエさん」（2022年） - タマ 役[41]
- 舞台「新選組始末記」（2022年） - 杉村義衛 役[42]
- ちびまる子ちゃん THE STAGE『はいすくーるでいず』（2022年12月15日 - 25日、天王洲 銀河劇場） -  大野君のお爺ちゃん 役[43]
- 舞台「ぴーすおぶけーき」（2023年1月20日 - 29日、天王洲 銀河劇場） - 衛藤六郎 役[44]
- じりりた（2023年）[45]
- 舞台「幕が上がる」（2023年7月12日 - 17日、サンシャイン劇場） - 滝田先生 役[46]
- 夏休み！オン・ステージ「ふしぎ駄菓子屋 銭天堂」（2023年） - ぜにてんプレイヤーズ[47]
- ±0第七回本公演「象」（2023年9月22日-30日、ザムザ阿佐谷）作:別役実　病人役
- 舞台「サイボーグ009」 - 006 / 張々湖 役
  - 「サイボーグ009」（2024年5月18日 - 26日、日本青年館ホール）[48]
  - 「サイボーグ009 -13番目の追跡者-」（2025年11月14日 - 24日、品川プリンスホテル ステラボール）[49]
- あくたーず☆りーぐ さんにんのおうさまのおはなし（2024年11月2日 - 4日、横浜赤レンガ倉庫1号館 3Fホール） - じいや 役[50]
- OWARI NO HAJIMARI #1「木曜日にはココアを」（2025年1月18日 - 26日、新宿シアタートップス） - 進一郎 役[51]

### ラジオ
- FMシアター「さまよえる二人」（2002年6月15日、NHK-FM（NHK広島放送局制作））
- FMシアター「さよなら、ユキちゃん」（2003年7月19日、NHK-FM）

### 吹き替え
- フォレスト・ガンプ/一期一会（日本テレビ版） - バッバ・ブルー（ミケルティ・ウィリアムソン） 役[52]
- メン・イン・ブラック（日本テレビ版） - ジーブス（トニー・シャルーブ） 役
- メン・イン・ブラック2（テレビ朝日版） - ジーブス（トニー・シャルーブ） 役

### ナレーション
- ごはんジャパン（テレビ朝日）

### MV
- AKB48
  - 「GIVE ME FIVE!」 - 柏木由紀の父親役
  - 「ハート・エレキ」カップリング「細雪リグレット」 -  用務員役

### バラエティ
- 踊る!さんま御殿!!（日本テレビ）
- ぶらり途中下車の旅（日本テレビ）
- コメディーお江戸でござる（NHK総合テレビ）
- タモリ倶楽部（テレビ朝日）
- 平成教育予備校（フジテレビ）
- 平成教育委員会スペシャル（フジテレビ）
- 驚きの嵐!世紀の実験 学者も予測不可能SP（日本テレビ）
- メレンゲの気持ち（日本テレビ）
- 秘密のケンミンSHOW（日本テレビ）
- ナニコレ珍百景（テレビ朝日）
- ウンナンのラフな感じで。（TBSテレビ）
- 祝女シーズン2（2010年2月、NHK総合テレビ）
- 有吉AKB共和国（TBSテレビ）
- 湯のまち放浪記（BS-TBS）
- 俳句さく咲く！（NHK Eテレ）

### CM
- プロミス（1985年）
- 永谷園「あさげ」
- ヤクルト本社「タフマン」
- 日本リーバ「ドメスト」
- シマダヤ「真打うどん」
- カルピス「カルピス紙容器」
- 武田薬品工業「アリナミンV」
- ジャパネットたかた
- 三菱自動車「ミニカトッポ」（1990年）
- 相模ゴム工業「サガミオリジナル」
- 東京ガス「乾太くん」
- 明宝ハム